# Ливер, Сэм
Сэмюэл Ливер (англ. Samuel Leever; 23 декабря 1871, Гошен, Огайо — 19 мая 1953, там же) — американский бейсболист, играл на позиции питчера. Выступал в Главной лиге бейсбола с 1898 по 1910 год. Всю карьеру провёл в составе клуба «Питтсбург Пайрэтс». Победитель Мировой серии 1909 года.

## Биография
Сэмюэл Ливер родился 23 декабря 1871 года в Гошене в штате Огайо. Он был четвёртым из восьми детей в семье фермера Эдварда Ливера и его супруги Амередит. Как и многие другие жители этой части США, они были потомками пенсильванских немцев. Окончив местную старшую школу, Ливер в течение семи лет работал в ней учителем. Свой первый контракт он подписал в солидном по спортивным меркам возврасте 25 лет. Несколько сезонов он выступал за различные команды юго-запада Огайо, в «Норвуд Марунс» его партнёром был будущий игрок Главной лиги бейсбола Кид Элберфелд. Игры в полупрофессиональных командах он продолжал совмещать с работой в школе.
На профессиональном уровне Ливер дебютировал в 1897 году в команде Атлантической лиги из Ричмонда. Сезон он завершил с двадцатью победами, став лидером лиги по количеству сделанных страйкаутов. После этого его контракт был выкуплен «Питтсбургом», но большую часть следующего года он также провёл в Ричмонде, выиграв с командой чемпионский титул. Проведя в 1899 году первый полноценный сезон в составе «Пайрэтс», Ливер стал лидером лиги по количеству сыгранных матчей (51) и иннингов (379). Главный тренер команды Пэтси Донован не только позволял ему проводить полные игры, но и выпускал на поле как реливера, закрывать другие матчи. Чемпионат он завершил с 21 победой при 23 поражениях. До конца карьеры Ливер больше не заканчивал сезон с отрицательной разницей выигранных и проигранных матчей, а его показатель пропускаемости ни разу не превышал 3,00.
В период с 1900 по 1902 год при тренере Фреде Кларке он входил в число пяти питчеров стартовой ротации команды. За это время Ливер одержал 44 победы при 25 поражениях. В 1901 году он стал лучшим в лиге, выиграв 73,7 % своих матчей. В 1903 году его игровое время выросло, и он провёл лучший сезон в своей карьере, одержав 25 побед при всего семи поражениях с пропускаемостью 2,06. В конце сезона он получил травму плеча, участвуя в соревнованиях по стрельбе по тарелкам. Последствия повреждения не позволили Ливеру полноценно играть в матчах Мировой серии против «Бостон Американс», и «Пайрэтс» проиграли её со счётом 3:5. Ряд журналистов после этого обвинил игрока в трусости и нежелании полностью выкладываться на поле.
В 1904 году Ливер одержал 18 побед, в следующих двух сезонах — 20 и 22 соответственно. В 1905 году он второй раз в карьере стал лучшим питчером лиги по проценту выигранных матчей. В 1907 году из-за болей в руке его вывели из стартовой ротации, и, выходя на замену, он победил в 14 играх, показав лучший в карьере ERA 1,66. В следующем сезоне Ливер около половины своих игр провёл, выходя на замену. Ещё два года он отыграл в качестве реливера, одержав за это время 14 побед. В 1909 году вместе с командой он стал победителем Мировой серии.
Перед началом чемпионата 1911 года Ливер, недовольный предложенными условиями, отказался подписывать новый контракт с «Пайрэтс». Он перешёл в команду Американской ассоциации «Миннеаполис Миллерс» и выиграл с ней чемпионский титул в лиге уровнем ниже. В 1913 году он выполнял обязанности играющего тренера клуба Федеральной лиги «Ковингтон Блу Сокс», а после окончания чемпионата объявил о завершении спортивной карьеры.
Закончив играть, Ливер вернулся в Огайо. Свободное время он посвящал охоте, часто компанию ему составляли бывшие партнёры по команде Дикон Филлиппи и Хонус Вагнер. Вместе с супругой Маргарет он проживал на ферме близ Гошена, вернувшись к работе в школе. В течение двух лет Ливер занимал пост городского почтмейстера. Он скончался у себя дома 19 мая 1953 года.